# 関西高速鉄道
関西高速鉄道株式会社（かんさいこうそくてつどう）は、大阪府、大阪市、西日本旅客鉄道（JR西日本）などが出資して設立された第三セクター方式の鉄道事業者（第三セクター鉄道）である。JR西日本の持分法適用関連会社の一つ。

## 概要
元々は片町線と福知山線を接続する「片福連絡線」の建設に当たって事業主体となるべく設立された第三セクターで、片福連絡線がJR東西線として開業後は引き続き施設を保有する第三種鉄道事業者として、第二種鉄道事業者であるJR西日本に貸し付け、その貸付料（線路使用料）をもって鉄道建設・運輸施設整備支援機構（JRTT）および金融機関に建設資金を返済することを主たる事業としている。創立時の資本金は、大阪府、大阪市およびJR西日本が各22.5%、日本開発銀行、兵庫県および尼崎市が各5%、関西電力、大阪ガスなどがその他合計17.5%で、総額75,280,200千円を出資している。
また、なにわ筋線においても建設主体となることが決定しており、完成後はJR東西線同様に第三種鉄道事業者として施設を保有し、運行主体（第二種鉄道事業者）となるJR西日本および南海電気鉄道に施設を貸し付けることが予定されている。総事業費は約3,300億円の見込みである。2020年度（令和2年度）には、鉄道建設・運輸施設整備支援機構よりなにわ筋線整備事業を対象事業に114,774百万円を借り入れた。

## 歴史
- 1988年（昭和63年）
  - 5月25日： 関西高速鉄道株式会社設立[2]。
  - 10月： 鉄道事業法に基づく、片福連絡線に関する第三種鉄道事業免許を取得。
- 1989年（平成元年）
  - 2月： 鉄道事業法に基づく工事施行認可[2]。
  - 3月： 建設工事着工[2]。
- 1992年（平成4年）4月3日 - 大阪市福島区海老江付近で出水により道路が陥没する事故が発生し、工事が中断される[2]。
- 1993年（平成5年）1月 - 工事再開[2]。
- 1997年（平成9年）
  - 3月8日： 片福連絡線・京橋駅 - 尼崎駅間の全線が開業。「JR東西線」と命名され、片町線（学研都市線）・東海道・山陽本線（JR神戸線）・福知山線（JR宝塚線）との直通運転が開始される[2]。
  - 6月： 本社を大阪市西区から同市北区・大阪天満宮駅（大阪市高速電気軌道〈Osaka Metro〉 南森町駅）3番出入口のある自社ビル（東西線アクセスビル）に移転。
- 2019年（令和元年）
  - 3月：本社を大阪市福島区の現在地に移転。
  - 7月10日：鉄道事業法に基づく、なにわ筋線に関する第三種鉄道事業の許可を受ける[7]。
- 2020年（令和2年）
  - 2月28日：なにわ筋線に関する工事施行認可[8]。

## 路線
- JR東西線
- なにわ筋線（建設予定）